# Mittenothamnium divaricatissimum
Mittenothamnium divaricatissimum là một loài Rêu trong họ Hypnaceae. Loài này được (Müll. Hal.) Cardot mô tả khoa học đầu tiên năm 1913.